# Darío de Regoyos

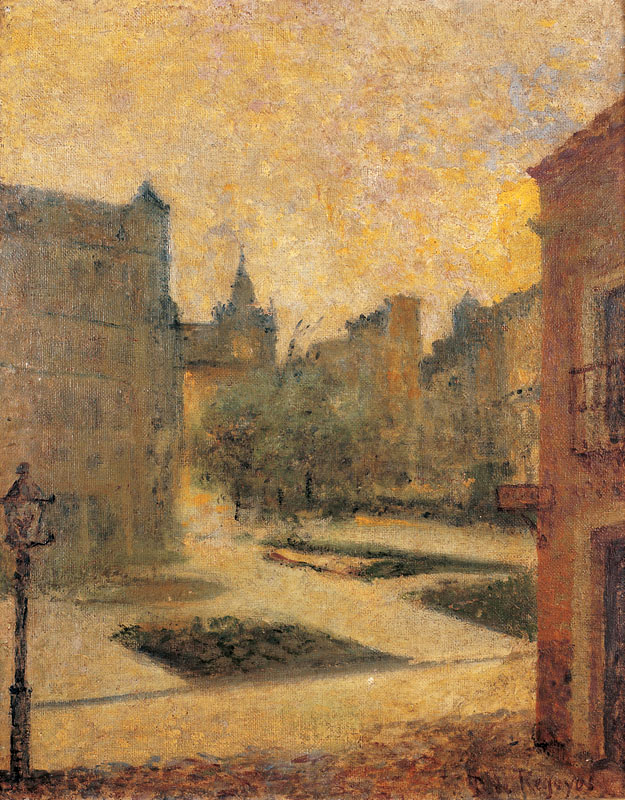
Piazza di Bilbao (1892)

Dario de Regoyos (Ribadesella, 1º novembre 1857 – Barcellona, 29 ottobre 1913) è stato un pittore spagnolo, che ha rinnovato l'arte del paesaggio in Spagna in chiave impressionista.

## Biografia
Darío de Regoyos y Valdés nacque nelle Asturie, figlio di un noto architetto, Darío Regoyos Molenillo, si trasferì giovanissimo a Madrid dove dal 1878 fu alunno di Carlos de Haes alla Reale Accademia di Belle Arti di San Fernando.
Su consiglio del suo maestro, che era di origine belga, nel 1879 si recò a Bruxelles, dove conseguì il diploma nella locale Scuola Reale di Belle Arti e dove aveva per amici musicisti come Enrique Fernández Arbós e Isaac Albéniz. 

Il pittore belga Joseph Quinaux fu il suo vero maestro in questo periodo. Nel 1895 sposò Henriette de Montguyon a Bilbao.

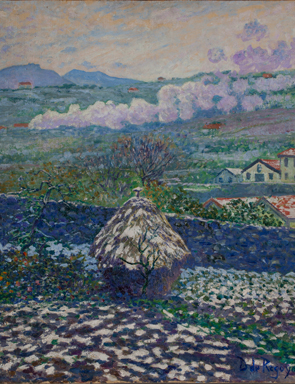
Neve e disgelo, 1900, Meadows Museum (Dallas)

Soggiornò a più riprese in Belgio, dove organizzò attività culturali volte a diffondere l'arte moderna in quel Paese. Partecipò a varie esposizioni collettive in diversi Paesi europei fra cui l'Italia, così come in Messico e in Argentina.

Durante questo periodo l'arte di Regoyos si evolse dal naturalismo al pre-simbolismo per approdare negli anni della sua maturità artistica a uno stile molto vicino all'impressionismo e al puntinismo. 

In questi anni si colloca la sua ampia produzione di paesaggi del Nord della Spagna di cui si possono ammirare alcuni capolavori al Museo di Belle Arti di Bilbao e al Museo Thyssen-Bornemisza di Madrid.

Il valore artistico di Regoyos non fu pienamente apprezzato quando era in vita ma a otto anni dalla sua morte gli fu dedicata un'esposizione commemorativa nella Biblioteca Nacional de España, di Madrid e successivamente gli sono state intitolate strade a Oviedo, Ribadesella, Bilbao, Irún e Azuqueca de Henares.

## Opere
- Orillas del Avila (Ribadavia) olio su tela  (178x100 cm.) Collezione Gerstenmaier
- Fuegos artificiales  (1905) olio su tela (60 x 73 cm)
- Ondarroa llegada de las chalupas  (1906) olio su tavola (24 x 34 cm)
- Artecalle (Durango) (1905) olio su tela (60 x 50 cm.)
- Mercado de Villafranca de Oria (1909) olio su tela (65 x 54 cm.)
- La Viña,   (1900)
- Neve e disgelo, olio su tela (1900)
- El baño de Rentería  (1899)
- Pancorbo
- Bilbao
- Viernes Santo en Castilla (1904).